# 同庆府
同庆府，中国南宋时设置的一个府。
南宋宝庆三年（1227年）升成州置，治所在同谷县（今甘肃省成县）。辖境相当今甘肃省成县。元朝时，复降为成州。属巩昌都总帅府。